# Resolución 1972 del Consejo de Seguridad de las Naciones Unidas
La resolución 1972 del Consejo de Seguridad de las Naciones Unidas, aprobada por unanimidad el 17 de marzo de 2011, acordó autorizar un cese temporal de 16 meses en las restricciones económicas impuestas a Somalia por la resolución 1844 de 2008 con el fin de asegurar el suministro oportuno de ayuda humanitaria que se requería con urgencia.

## Resolución

### Preámbulo
En el preámbulo de la resolución 1972 el Consejo se reafirmó en las resoluciones anteriores número 733 (1992), 1844 (2008) y 1916 (2010). Se condenó el flujo de armas y munición a Somalia, lo que suponía una clara violación del embargo existente y una amenaza para la paz y estabilidad del país. Se instó a todos los Estados miembros, en especial a los de la región, a abstenerse de realizar cualquier acción su supusiera una violación de dicho embargo. El Consejo subrayó la importancia de la neutralidad en la provisión de ayuda humanitaria a Somalia.

### Acciones
Actuando de acuerdo con el Capítulo VII de la Carta de las Naciones Unidas, el Consejo de Seguridad instó a los Estados miembros a cumplir con las anteriores resoluciones obre Somalia. Reafirmó que todas las partes tenían obligación de promover y asegurar el respeto del derecho internacional humanitario en Somalia al tiempo que condenó la politización de la asistencia humanitaria o el mal uso o la apropiación indebida de esta.
El Consejo de Seguridad eximió a las agencias humanitarias que trabajaban en Somalia, por un periodo de 16 meses a partir de la aprobación de la resolución 1972, de las restricciones económicas derivadas de la resolución 1844. La 1844 obligaba a los Estados miembros a imponer sanciones financieras a grupos e individuos que obstruyeran los esfuerzos por restaurar la paz y la estabilidad en el país.
Se solicitó al Coordinador del Socorro de Emergencia que informase al Consejo en noviembre de 2011 y en julio de 2012 sobre la aplicación de la resolución 1972. Por último, el Consejo de Seguridad decidió que se seguiría ocupándose activamente de la cuestión.